# Commerce (Georgie)
Commerce je město v Jackson County, v Georgii, ve Spojených státech amerických. V roce 2011 žilo ve městě 6571 obyvatel.

## Demografie
Podle sčítání lidí v roce 2000 žilo ve městě 5292 obyvatel, 2051 domácností a 1433 rodin. V roce 2011 žilo ve městě 3043 mužů (46,3%), a 3528 žen (53,7%). Průměrný věk obyvatele je 37 let.